# Kozák šedohnědý
Kozák šedohnědý  (Leccinum brunneogriseolum) je jedlý a velmi chutný druh houby z čeledi hřibovitých.

## Vzhled
Klobouk: mladé houby mají klobouk polokulovitý, starší klenutý až poduškovitý. Na velmi pevném třeni (noze)
Třeň: štíhlý, válcovitě až kyjovitě rostlý, porostlý šupinami
Povrch: hladký s šedivým odrazem. Barvy od světle hnědé až do šedohnědé. Barva šupin je našedivělá a na třeni je ve vyšší části světlejší než ve spodní
Rourky a póry: okrouhlé, bělavé, stářím šednou, po otlačení v řádu hodin zhnědnou
Dužnina: při poranění báze třeně se objeví modrozelené skvrny, pokud dojde k poranění blízko klobouku, může lehce zrůžovět
Výtrusný prach: hnědý

## Důležité určovací znaky
Obdobné jako u ostatních hřibů a suchohřibů. Štíhlý, kyjovitý třeň s šupinkami, hnědý až hnědošedý klobouk. Na spodní straně klobouku bílý.

## Výskyt
Roste v červnu až říjnu především v jehličnatých lesích s vtroušenou břízou bělokorou na kyselejších půdách v pahorkatinách až horách. Vyznačuje se hnědou až šedohnědou plodnicí s tlustým třeněm se šupinkami.

## Možná záměna
Záměna s kozákem březovým. Liší se mírným rozdílem v barvě klobouku, který je u šedohnědého šedivější a v barvě šupin, které jsou u březového vždy bílé.